# 増刊エグザクタ
『増刊エグザクタ』（ぞうかんエグザクタ）は、かつて講談社が発行していた漫画雑誌。『週刊ヤングマガジン』の増刊。

## 概要
1993年～1997年の間に刊行されていた。初期の頃は不定期に刊行されていたが、1995年頃から毎月第2木曜日発売の月刊となった。本誌である週刊ヤングマガジンと比べ、比較的高年齢層をターゲットに発刊された。そのためギャンブルや性描写を扱った作品が多く、ヌードグラビアも掲載された（ただしヘア・ヌードはなかった）。現役衆議院議員の小泉純一郎や、中央競馬現役騎手だった田原成貴が連載を持っていたことでも知られる（いずれも連載当時）。また不定期に、田原成貴と横山典弘や藤田伸二、四位洋文といった中央競馬の現役騎手たちの座談会や、伊集院静のギャンブルに関係するエッセイ等も掲載された。なお雑誌名の「エグザクタ」とはギャンブルにおける「二連勝単式」のこと。

## 主な掲載作品
- 競馬狂走伝ありゃ馬こりゃ馬（原作・田原成貴 漫画・土田世紀） ※のちに週刊ヤングマガジンに移籍
- 青龍（原作：木内一雅・作画：八坂考訓） ※のちに週刊ヤングマガジンに移籍
- Jockey（原作：田原成貴・作画：大島やすいち）
- 幸せのひこうき雲（安達哲）
- ハゲしいな!桜井くん 新婚編（高倉あつこ）
- キックアウト・ラヴァーズ（山本夜羽） ※山本夜羽音の旧名義 
  - キックアウト・ラヴァーズ - マンガ図書館Z（※18禁）（外部リンク）
- 小泉純一郎の政治でマンボ!（文：小泉純一郎・挿絵：業田良家） ※のちに『小泉純一郎の吼えて燃えてDAIJIN』と改題[1]。
- 夢リーチファイター素人伝説（片山まさゆき）
- りっちゃんのくちびる（綾坂みつね）
- さぼんどーる（日高トモキチ）
- 打ちてし止まん（原作：史村翔・作画：直木ミッチー）
- ビー・バップ海賊版（まんひるめめおか） ※のちに別冊ヤングマガジンに移籍
- 闘技創世紀伝 DEI48（原作：島久・漫画：前川かずお）
- 水の中の月（土田世紀） ※のちにヤングマガジンアッパーズに移籍
- わんぱくTRIPPER（サガノヘルマー）
- MAGARA（長田裕幸）

## ヤンマガKCエグザクタ
ヤンマガKCエグザクタは『ヤングマガジン増刊エグザクタ』に掲載された作品を主に収録する漫画単行本レーベル。1995年10月6日に創刊。エグザクタ休刊に伴って新刊発売中止。
『BOXER』（岡村篤）第1巻、『気分はスーパータフ』（木内一雅・渡辺潤）、『汝、隣人²を愛せよ』（綾坂みつね）が最初に発行された。